# Arranque autónomo

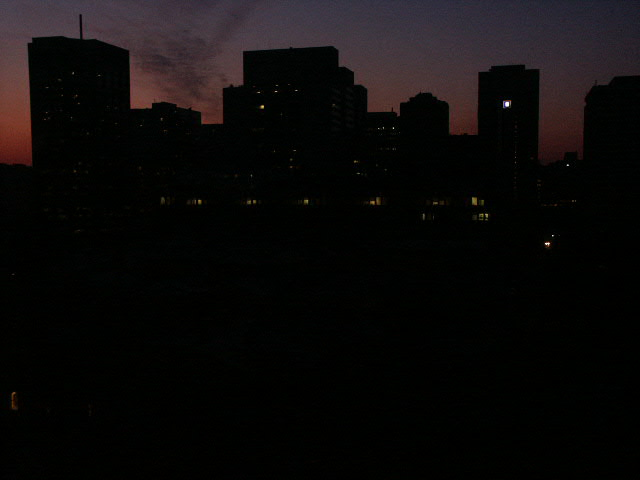
Toronto durante o apagão no Nordeste em 2003, que exigiu o arranque autónomo das centrais geradoras.

O arranque autónomo (em inglês: black start) é o processo de restauração de uma central elétrica, de uma parte de uma rede elétrica ou de uma unidade industrial, para operação sem depender da rede externa de transmissão de energia elétrica para se recuperar de um desligamento total ou parcial.
A energia para reiniciar uma estação geradora ou central pode vir de um gerador de reserva com arranque autónomo no local. Como alternativa, quando for necessária uma grande quantidade de energia, uma linha de ligação a outra central geradora ou a um gerador de emergência pode ser usada para arrancar a unidade. Depois de as principais unidades geradoras estarem a funcionar, a rede de transmissão elétrica poderá ser reconectada e as cargas elétricas restauradas.
A energia de arranque autónomo pode ser garantida por um acordo em que um fornecedor de energia específico é pago para disponibilizar energia de arranque a frio quando necessário. Nem todas as centrais geradoras são adequadas para fornecer energia de arranque autónomo para uma rede.

## Energia de serviço da central
Centrais geradoras de energia elétrica necessitam de energia elétrica para operar os sistemas necessários na central. Por exemplo, uma central movida a carvão requer transportadores, trituradores, compressores de ar e ventiladores de combustão para funcionar. Centrais de ciclo a vapor exigem bombas grandes para circular água para caldeiras a vapor e para arrefecer água condensada. Centrais hidroelétricas precisam de energia para abrir comportas de captação e ajustar as turbinas hidráulicas para regulação de velocidade. Até mesmo uma central de turbina eólica pode exigir uma quantidade relativamente pequena de energia elétrica para coisas como ajustar a inclinação e a direção das pás.
Normalmente, a energia elétrica utilizada na central é fornecida pelos próprios geradores da estação. Se todos os principais geradores da central estiverem desligados, a energia de serviço da estação será fornecida pela captação de energia da rede elétrica por meio da linha de transmissão da central. Entretanto, durante uma apagão de energia numa área ampla, não existe energia disponível da rede externa. Na ausência de energia da rede elétrica, é necessário realizar um arranque autónomo para colocar a rede elétrica em operação.

## Aquisição de serviços de arranque autónomo

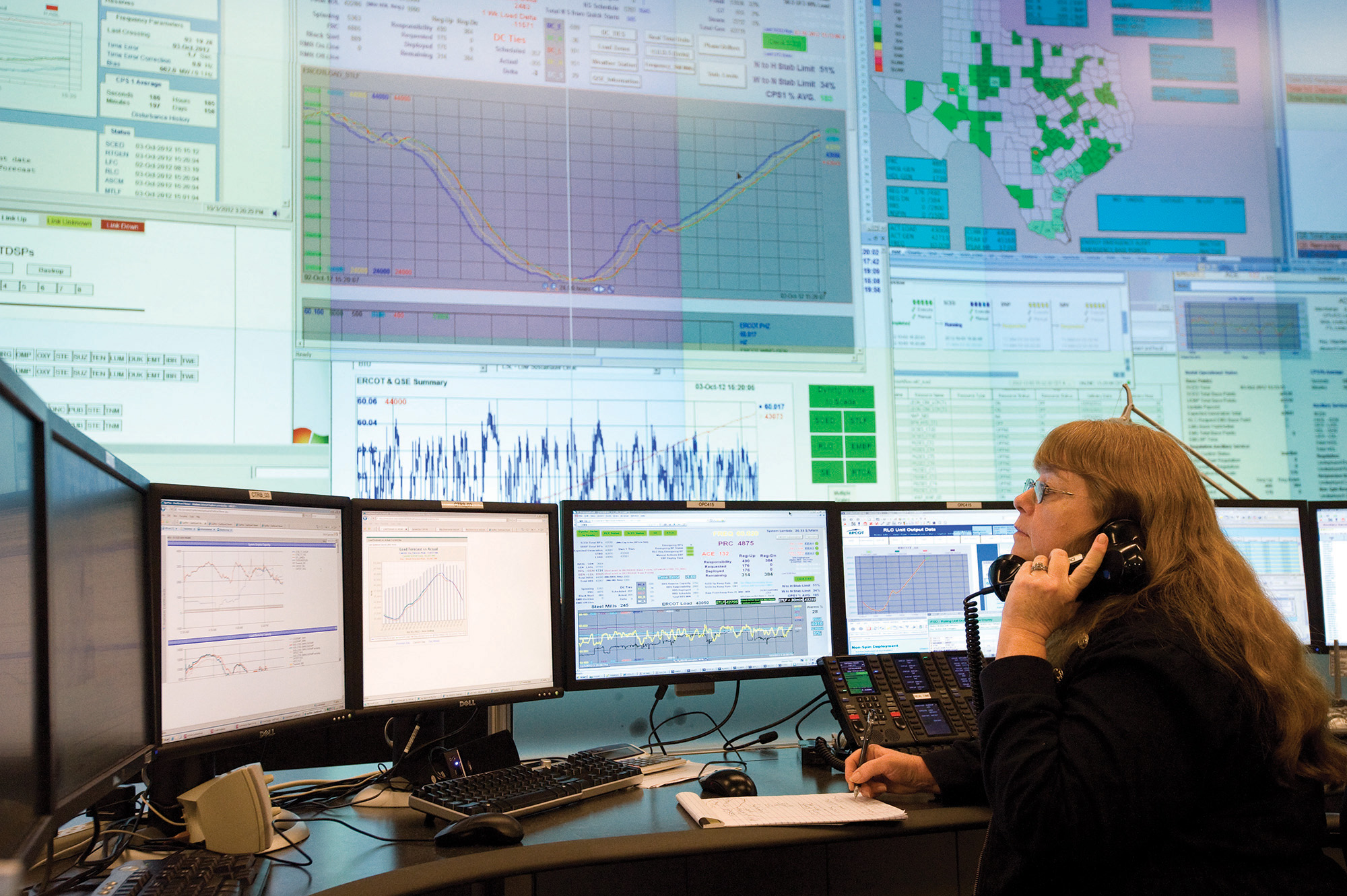
Uma operadora no ERCOT.